# Ludwig Maring
Rudolf Ludwig Maring (* 1820 in Basel; † 7. November 1893 in Basel) war ein Schweizer Architekt. Er war von 1854 bis 1861 Direktionsarchitekt der Schweizerischen Centralbahn.

## Leben und Wirken
Als Hausarchitekt der SCB entwarf Maring in Zusammenarbeit mit Oberingenieur Wilhelm Pressel für die Linien Aarburg–Emmenbrücke, Bern–Thun und Emmenbrücke–Luzern diverse Typenbauten, darunter nicht nur die Empfangsgebäude aller Stationen und (an den grösseren Bahnhöfen mit Umsteigeverkehr) die Perronhallen, sondern auch Drehscheiben, Wasserkräne und sämtliche Nebenanlagen. Der erste nicht von vornherein als Provisorium gedachte Bahnhof Bern, errichtet von 1858 bis 1860, wurde ebenfalls von ihm geplant; das Gebäude wurde jedoch bereits in den 1870er Jahren zugunsten eines Durchgangsbahnhofs abgerissen. Wieder in Zusammenarbeit mit Pressel entwarf er den 1860 eröffneten Basler Centralbahnhof, Vorgänger des heutigen SBB-Bahnhofs. Unter Maring arbeiteten drei Bauführer, darunter Johann Jenzer, Architekt der Bernischen Staatsbahn.
Bereits 1857 entwickelte Maring einen Generalplan zur Erweiterung Basels nach Beseitigung der bisherigen Befestigungen der Stadt, der jedoch nicht ausgeführt wurde.
Von 1859 bis 1887 war Maring Mitglied im Grossen Rat der Stadt Basel. Er zählt auch zu den Gründern des Basler Architekten- und Ingenieurvereins.

## Werke (Auswahl)

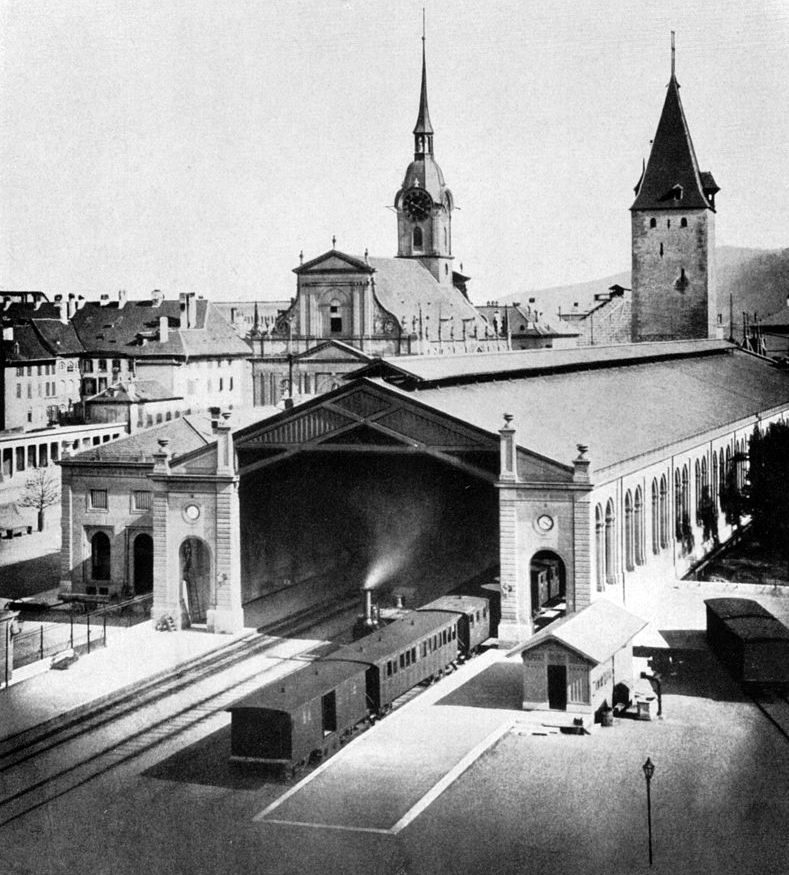
Bahnhof Bern, 1860

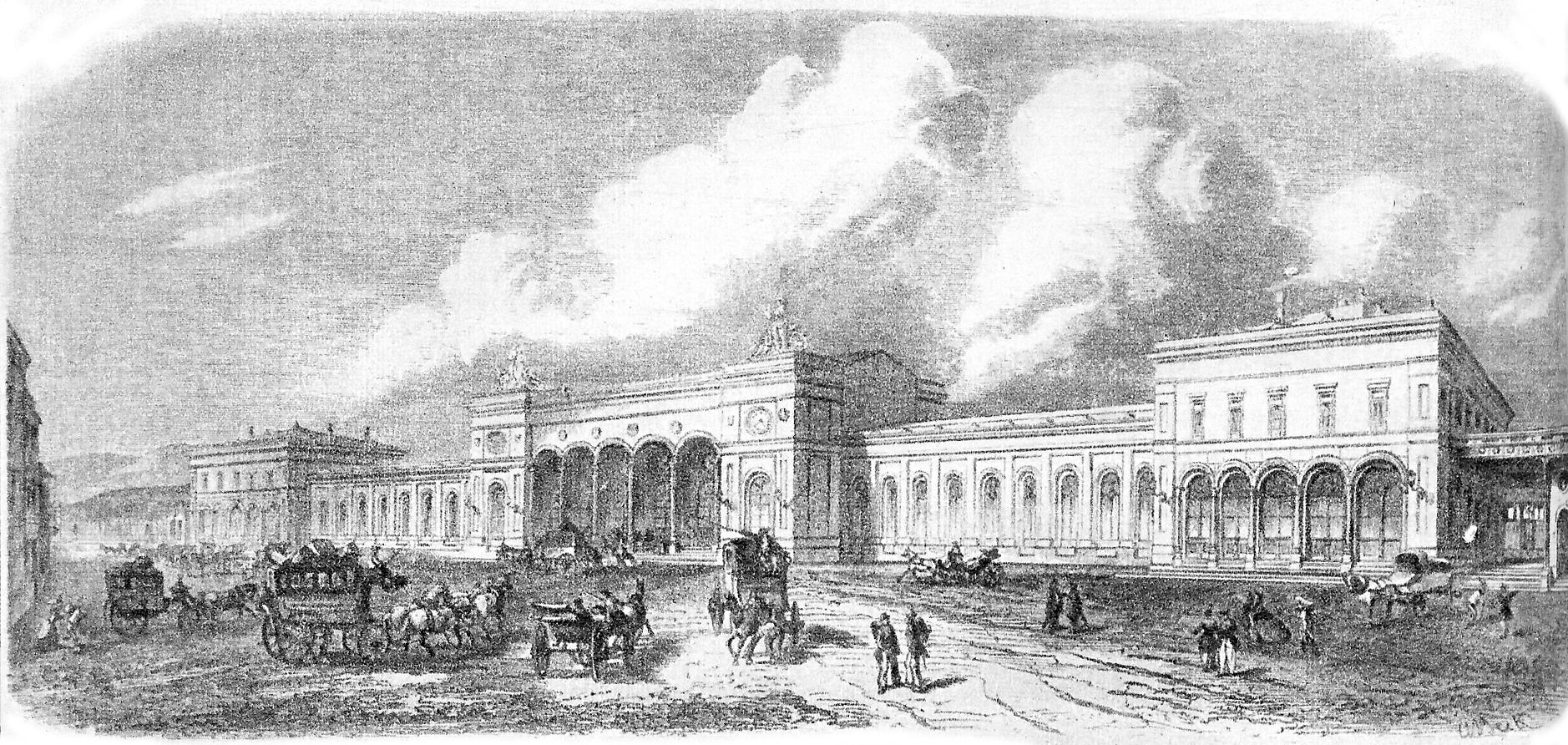
Centralbahnhof Basel, 1861

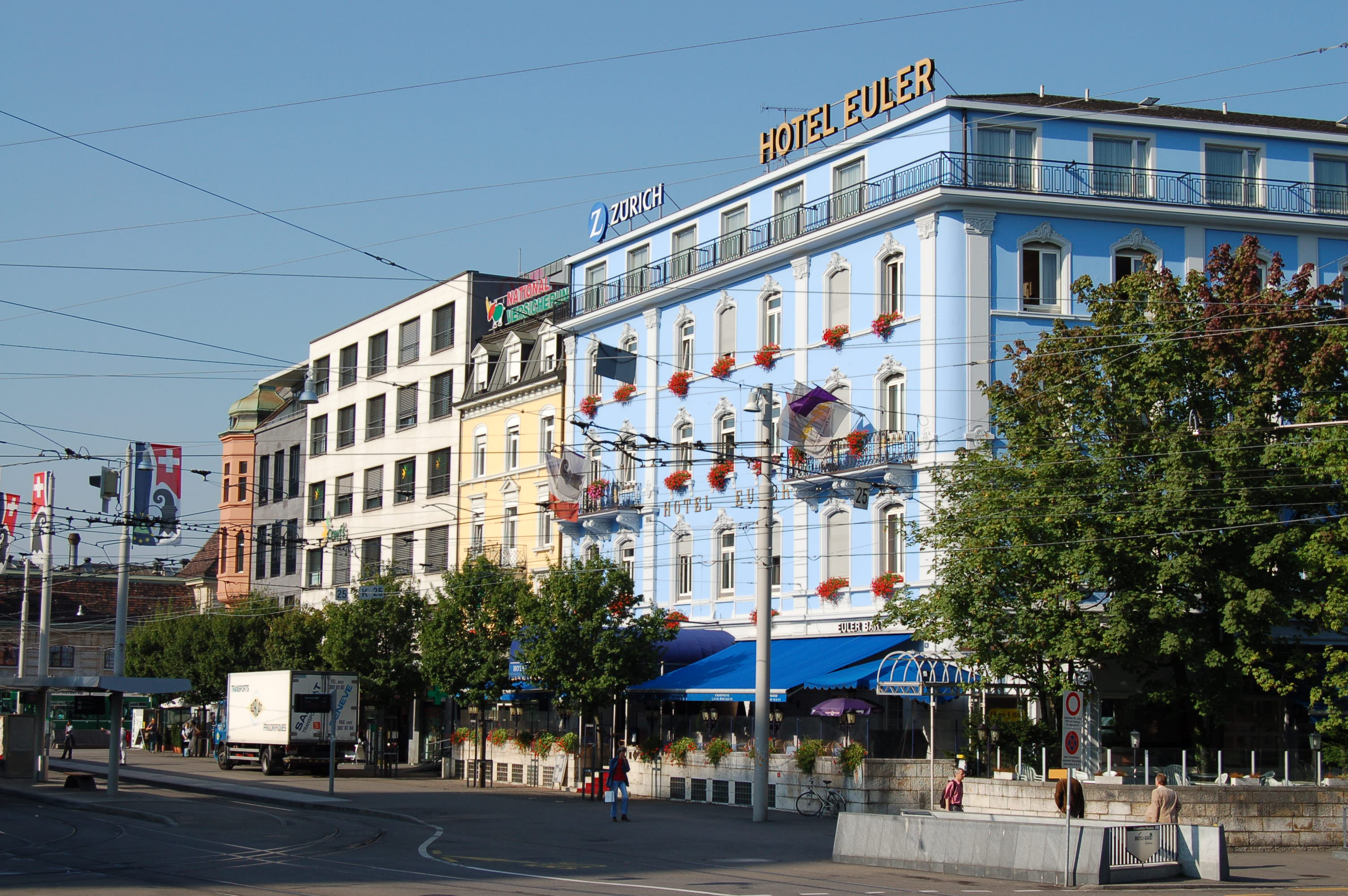
Hotel Euler am Basler Centralbahnplatz, 2006

- 1857: Generalplan zur Erweiterung der Stadt Basel (nicht realisiert)
- 1857: Bahnhof Luzern
- 1857: provisorischer Bahnhof Biel/Bienne (mit Karl Etzel)
- 1859: Bahnhof Thun
- 1858–1860: erster nichtprovisorischer Bahnhof Bern
- 1860: Aufnahmegebäude des Centralbahnhofs Basel[3]
Wegen Neubaus des Bahnhof Basel SBB an gleicher Stelle wurde der Centralbahnhof abgebrochen und einige Teile an anderen Orten weiterverwendet. Die östliche Perronhalle wurde zum Bahnhof Olten verbracht und dort zum Bau eines Werkstattschuppens der SBB benutzt. Nach über 100 Jahren wiederentdeckt, schenkten die SBB den im Schweizer Holzstil (Laubsägestil) verkleideten Bau mit Stützelementen aus Gusseisen[4] 2009 dem Dampfbahn-Verein Zürcher Oberland. Die inzwischen als Baudenkmal von nationaler Bedeutung unter Schutz gestellte Halle wurde zunächst in Hinwil eingelagert, dann restauriert und als Remise für das Rollmaterial der Museumsbahn im Bahnhof Bauma wieder aufgebaut, Einweihung war am 6. September 2015.[5][6][7] Die zweite Halle steht im Güterbahnhof Zürich an der Hohlstrasse.[8]
- 1865: Konzept zur Überdeckung des Birsigs in der Basler Innenstadt (nicht realisiert)[9][10][11]
- 1865: Mehrfamilien-Wohnhaus in Basel, Steinenvorstadt 1A (abgebrochen)
- 1865–1866: Mehrfamilien-Wohnhäuser mit Ladengeschäften in Basel am Steinenberg 19–29, für Baumeister Johann Plattner Hosch und Zimmermeister Franz Xaver Merke (mit späteren Veränderungen erhalten)[12][13]
- 1865–1867: Hotel Euler, Centralbahnplatz 14 in Basel (Bauherr Abraham Euler; 2008 renoviert)[14][15]
- 1875: Festhalle für das Sängerfest zu Basel (Arbeitsgemeinschaft Maring, Preiswerk & Reber)[16]
- 1874–1876: Projekt einer Rheinbrücke in Basel beim Harzgraben (Wettsteinbrückenprojekt)[17][18]
- undatiert: Grundriss einer Sternwarte in Basel[19]

## Schriften
- Die Wassergewinnung für Basel. Von L. Maring unter Mitwirkung eines Freundes und Fachgenossen. 2. Auflage, Basel 1862.